# Antonio Gala
Antonio Gala Velasco (Brazatortas, 2 ottobre 1930 – Cordova, 28 maggio 2023) è stato un poeta, scrittore e drammaturgo spagnolo.

## Biografia
Il suo nome completo era Antonio Ángel Custodio Sergio Alejandro María de los Dolores Reina de los Mártires de la Santísima Trinidad y de Todos los Santos. Il suo luogo e data di nascita sono indicati diversamente nelle varie fonti bibliografiche.
Visse nella nobile di città di Brazatortas fino ai 9 anni. Il resto della sua infanzia lo passò a Cordova e cordovese dice di sentirsi. Lì scrisse le sue prime opere, tenendo a quattordici anni una conferenza nel Circolo dell'Amicizia (Círculo de la Amistad).
Lettore precoce di Rainer Maria Rilke, Garcilaso de la Vega, San Giovanni della Croce e altri autori, studiò dalla giovane età di 15 anni la carriera di diritto all'Università di Siviglia e, come privatista, filosofia e lettere, scienze politiche ed economiche all'Università di Madrid, ottenendo la laurea in ciascuna di esse.
Sul finire dei suoi studi universitari, iniziò la preparazione per il concorso pubblico al Corpo degli Avvocati dello Stato, abbandonandolo in un gesto che egli ricorda come di ribellione davanti alle pressioni di suo padre, per entrare poi nei Certosini. Ma la rigida disciplina monastica non era fatta per lui e, come racconta nella sua autobiografia, Ahora hablaré de mí (Ora parlerò di me, 2000), fu espulso dall'ordine.
Si trasferì allora in Portogallo, dove condusse una vita bohémien. Nel 1959 cominciò a impartire lezioni di filosofia e storia dell'arte e ricevette una menzione come secondo classificato del Premio Adonáis di poesia per la sua opera Enemigo íntimo (Nemico intimo), iniziando una carriera teatrale e giornalistica di successo, che gli diede la possibilità a partire dal 1963 di vivere solo della sua scrittura.
A metà del 1962 se ne andò in Italia, stabilendosi a Firenze, dove rimase quasi un anno. In questo tempo pubblicò sulla rivista mensile Cuadernos hispanoamericanos poesie dal suo libro La deshonra (Il disonore).
All'inizio degli anni settanta, una perforazione dello stomaco lo portò sull'orlo della morte e durante la convalescenza iniziò a usare il suo accessorio più caratteristico: il bastone, oggetto del quale ha riunito ormai una grande collezione, circa 3.000 esemplari, regali di amici e ammiratori.
Divennero celebri i suoi articoli di stampa pubblicati nel supplemento domenicale de El País: «Charlas con Troylo» («Chiacchiere con Troylo»), «A los herederos» («Agli eredi»), «A quien conmigo va» («A chi va con me»), «La casa del yo» («La casa dell'io»), e moltissimi altri; tutti questi articoli sono stati poi raccolti in libri.
Divenuto ormai un personaggio altamente popolare della letteratura spagnola, cominciò a scrivere romanzi negli anni novanta, iniziando con El manuscrito carmesí (Il manoscritto cremisi) che vinse il Premio Planeta nel 1990.
Attualmente, la sua collaborazione nella stampa si riduce a brevi articoli d'opinione, pubblicati con il nome di scapestrati, nel giornale El Mundo. Il ritmo di creazione e pubblicazione di altre sue opere è sceso recentemente, e in varie occasioni ha dato a intendere che El pedestal de las estatuas (Il piedistallo delle statue) può essere il suo ultimo romanzo.
Nel suo lavoro spicca anche l'aspetto di mecenate: creò la Fundación Antonio Gala para Creadores Jóvenes («Fondazione Antonio Gala per Giovani Autori»), dedicata a sostenere e finanziare il lavoro di giovani artisti.
Il 14 dicembre 2011 Antonio ricevette il Premio Quijote de Honor 2011 alla carriera che concede la Asociación Colegial de Escritores de España («Associazione Collegiale degli Scrittori di Spagna», ACE).

## Letteratura

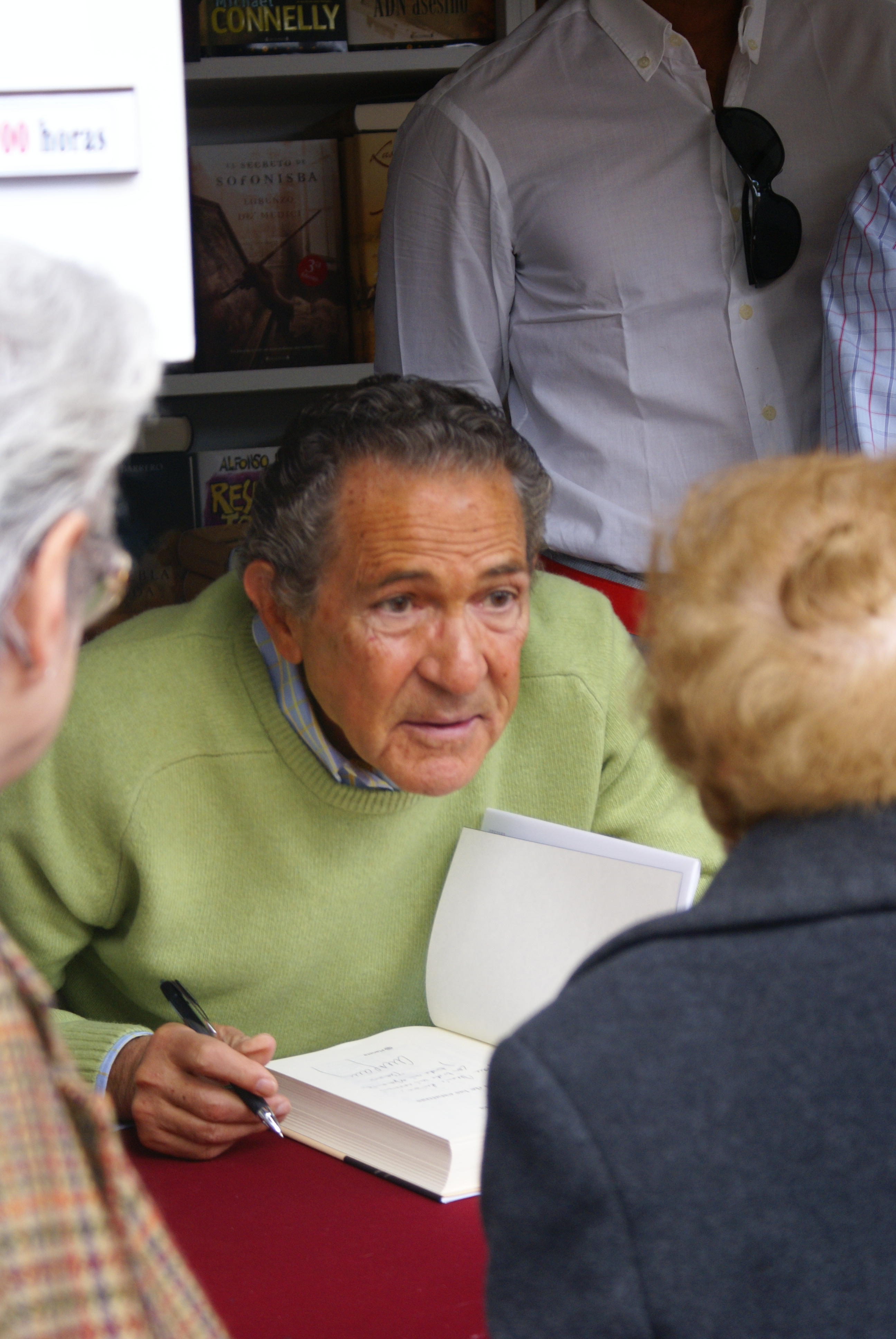
Antonio Gala nella Fiera del Libro di Madrid del 2007.

Gala è un autore di grande successo tra i lettori in qualunque dei generi che coltiva: teatro, editoriali, romanzi o liriche. Il suo stile abbonda di immagini ed espedienti lirici, ed è molto elaborato sotto l'aspetto formale, ma non gli mancano detrattori per le sue critiche a personaggi dell'attualità o a personaggi storici. È celebre soprattutto per la sua vasta produzione teatrale, «che oscilla tra lirismo e testimonianza, tra la riflessione su grandi temi, specie di natura morale, e un atteggiamento critico rispetto alla realtà».
Le sue opere sono contrassegnate da temi storici, usati più per illuminare il presente che per approfondire il passato. Cominciò la sua drammaturgia con Los verdes campos del Edén (I campi verdi dell'Eden, 1963), Noviembre y un poco de hierba (Novembre e un po' di erba, 1968), Los buenos días perdidos (I buoni giorni perduti, 1972), Anillos para una dama (Anelli per una dama, 1973), Las cítaras colgadas de los árboles (Le cetre appese agli alberi, 1974), la commedia ¿Por qué corres, Ulises? (Perché corri, Ulisse?, 1975), Petra regalada (Pietra regalata, 1980), El hotelito (L'alberghetto, 1985), Séneca o el beneficio de la duda (Seneca o il beneficio del dubbio, 1987) e nel 1989 scrisse il libretto dell'opera Cristóbal Colón (Cristoforo Colombo). Ha collaborato a serie televisive come Y al final esperanza (E alla fine speranza, 1967), Si las piedras hablaran (Se le pietre parleranno, 1972-1973), Paisaje con figuras (Paesaggio con figure, 1976 e 1980). Altre sue opere sono El cementerio de los pájaros (Il cimitero degli uccelli, 1982), Samarkanda (Samarcanda, 1985), Los bellos durmientes (I begli addormentati, 1994) sulla gioventù senza ideali ecc. L'ampia opera teatrale di Gala è stata più apprezzata dal pubblico che da parte della critica, la quale trova difficoltà al momento di classificarla a causa del carattere lirico che l'autore imprime al suo lavoro.
Gala ha coltivato diversi generi letterari, inclusi il giornalismo, il racconto, il saggio e la sceneggiatura televisiva, ed è stato ricompensato con numerosi premi, non solo nell'ambito della poesia, ma anche come risultato del suo prezioso contributo al teatro e all'opera. Nel suo palmarès figurano molteplici riconoscimenti: tra di essi bisogna evidenziare una menzione come secondo classificato del Premio Adonáis di poesia per la sua opera Enemigo íntimo (Nemico intimo), il Premio Nacional de Teatro Calderón de la Barca (ricevuto nel 1963) per la sua commedia Los verdes campos del Edén e il Premio Planeta per il suo primo romanzo, El manuscrito carmesí. Conobbero particolare successo Anillos para una dama (1973), ¿Por qué corres, Ulises? (1975), Petra regalada (1980), Samarkanda (1985), Carmen, Carmen (1988) e La truhana (La canaglia, 1992). Dalla sua opera poetica, in gran parte inedita, risaltano Sonetos de La Zubia (Sonetti da La Zubia), Poemas de amor (Poesie d'amore), Testamento Andaluz (Testamento andaluso), la già citata Enemigo íntimo e El poema de Tobías desangelado (Il poema di Tobia scongelado, 2005).
L'arrivo di Antonio Gala al romanzo fu tardivo, ma ottenne un successo di pubblico travolgente con romanzi come quello storico El manuscrito carmesí e La regla de tres (La regola del tre) così come La passione turca, adattata al cinema dal noto regista spagnolo, Vicente Aranda. L'Águila bicéfala (Aquila bicefala) è una collezione di articoli sull'amore. Spicca anche nel campo del racconto breve con libri come Los invitados al jardín (Gli invitati nel giardino, 2002). Pubblicò le sue memorie nel 2000 con il titolo Ahora hablaré de mí (Ora parlerò di me).

## Opinioni politiche
Durante la transizione spagnola (approssimativamente tra il 1976 e l'inizio degli anni 1980) difese pubblicamente posizioni di sinistra non inquadrate in seno a nessun partito politico. Nel 1978 rivendicò l'autonomia per l'Andalusia nell'apertura del Congresso della Cultura Andalusa a Cordova.
Nel 1981 fu nominato presidente dell'Associazione di Amicizia Ispano-Araba (Asociación de Amistad Hispano-Árabe), incarico che svolse durante i primi anni di esistenza di quest'ultima. Durante questa stessa epoca fece parte della Società di Amicizia Spagna-URSS (Sociedad de Amistad España-URSS), organizzazione sovvenzionata dal governo sovietico.
Fu presidente della piattaforma civica che propugnava il «no» alla permanenza della Spagna nella NATO, il cui referendum si svolse nel marzo 1986.
Antonio Gala ama, come giornalista, aizzare le polemiche nell'ambito della libertà d'espressione. Negli ultimi anni ha pubblicato sul quotidiano El Mundo articoli molto critici verso lo Stato di Israele, che sono stati tacciati di antisemitismo. Nel 2014 la Comunità Ebraica di Madrid sporse querela contro di lui per discriminazione, incitazione all'odio, offesa ai sentimenti di una comunità religiosa e ingiurie in seguito a un articolo intitolato «¿Los elegidos?» («Gli eletti?»).

## Malattia
Il 5 luglio 2011 lo scrittore rese pubblico nella sua rubrica sul quotidiano El Mundo, «La tronera», che soffriva di «un cancro di difficile estirpazione». Nel febbraio 2015, durante il brindisi offerto in suo onore dalla città di Malaga a motivo della nomina come Figlio Adottivo e la consegna della medaglia della città, dichiarò di essere ormai libero da un dolore che ha sopportato «più tempo del dovuto» e affermò: «I dottori del Reina Sofía mi hanno dichiarato libero dal cancro».

## Premi e riconoscimenti
- Menzione come secondo classificaro del Premio Adonáis di poesia per Enemigo íntimo (1959).
- Premio Las Albinas, per il suo racconto Solsticio de verano (1963).
- Premio Nazionale di Teatro Calderón de la Barca per la commedia Los verdes campos del edén (1963).
- Premio Città di Barcellona di teatro per Los verdes campos del edén (1965).
- Premio Mayte di teatro per Los buenos días perdidos (1973).
- Premio César González Ruano di giornalismo per Los ojos de Troylo (1975).
- Medalla de Castilla-La Mancha.
- Dottorato Honoris Causa dell'Università di Cordova (1982).
- Libro d'Oro dei Librai Spagnoli (1984).
- Figlio Prediletto di Andalusia nel 1985.
- Premio Andalusia delle Lettere (1989).
- Premio León Felipe ai valori civici (1989).
- Premio Planeta del romanzo per El manuscrito carmesí nel 1990.
- Premio 2005 della Fondazione Ibn al-Jatib di Studi e Cooperazione Culturale (dipendente del Comune di Loja, Granada).
- Figlio Adottivo di Malaga nel 2015.
- Premio Turismo di Granada nel 2015.

Nota: l'attribuzione che si fa a lui in alcune pagine web come vincitore del Premio Nazionale di Teatro per Los buenos días perdidos è erronea.

## Opere

### Teatro
- Los verdes campos del Edén (I verdi campi dell'Eden, 1963)
- El caracol en el espejo (La chiocciola allo specchio, 1964)
- El sol en el hormiguero (Il sole nel fomichiere, 1966)
- Noviembre y un poco de hierba (Novembre e un po' di erba, 1967)
- Spain's strip-tease (Strip-tease di Spagna, 1970)
- Los buenos días perdidos (I buoni giorni perduti, 1972)
- ¡Suerte, campeón! (Buona fortuna, campione), 1973
- Anillos para una dama (Anelli per una dama, 1973)
- Las cítaras colgadas de los árboles (Le cetre appese agli alberi, 1974)
- ¿Por qué corres, Ulises? (Perché corri, Ulisse?, 1975)
- Petra regalada (Pietra regalata, 1980)
- La vieja señorita del paraíso (La vecchia signorina del paradiso, 1980)
- El cementerio de los pájaros (Il cimitero degli uccelli, 1982)
- Trilogía de la libertad (Trilogia della libertà, 1983)
- Samarkanda (Samarcanda, 1985)
- El hotelito (L'alberghetto, 1985)
- Séneca o el beneficio de la duda (Seneca o il beneficio del dubbio, 1987)
- Carmen, Carmen (1988)
- Libreto de la ópera Cristóbal Colón (Libretto dell'opera Cristoforo Colombo), presentato per la prima volta nel 1989
- La truhana (La canaglia, 1992)
- Los bellos durmientes (I begli addormentati, 1994)
- Café cantante (Café chantant, 1997)
- Las manzanas del viernes (Le mele del venerdì, 1999)
- Inés desabrochada (Inés sbottonata, 2003)

### Lirica
- Enemigo íntimo (Nemico intimo, 1959)
- 11 sonetos de La Zubia (11 sonetti de La Zubia, 1981)
- 27 sonetos de La Zubia (11 sonetti de La Zubia, 1987)
- Poemas cordobeses (Poemi cordovesi, 1994)
- Testamento andaluz (Testamento andaluso, 1994)
- Poemas de amor (Poesie d'amore, 1997)
- El poema de Tobías desangelado (La poesia di Tobías scongelata, 2005)

### Articoli
- Charlas con Troylo (Chiacchiere con Troylo, 1981)
- En propia mano (In mano propria, 1985)
- Cuadernos de la Dama de Otoño (Quaderni della Dama di Autunno, 1985)
- Dedicado a Tobías (Dedicato a Tobías, 1988)
- La soledad sonora (La solitudine sonora, 1989)
- Proas y troneras (Prue e feritoie, 1993)
- A quien conmigo va (A chi va con me, 1994)
- Carta a los herederos (Lettera agli eredi, 1995)
- Troneras (Feritoie, 1996)
- La casa sosegada (La casa tranquilla, 1998)

### Narrativa
- El manuscrito carmesí (Il manoscritto cremisi, 1990), romanzo
- La pasión turca (La passione turca, 1993), romanzo
- Siete cuentos (Sette racconti, 1993), racconti
- Más allá del jardín (Oltre il giardino, 1995), romanzo
- La regla de tres (La regola del tre, 1996), romanzo
- Las afueras de Dios (I dintorni di Dio, 1999), romanzo
- El imposible olvido (L'impossibile dimenticato, 2001), romanzo
- Los invitados al jardín (Gli invitati nel giardino, 2002), racconti
- El dueño de la herida (Il padrone della ferita, 2003), racconti
- El pedestal de las estatuas (Il piedistallo delle statue, 2007), romanzo
- Los papeles de agua (Le carte di acqua, 2008), romanzo

### Altri libri
- El águila bicéfala (L'aquila bicefala, 1993)
- El imposible olvido (Il possibile dimenticato, 1993)
- Córdoba de Gala (Cordova di Gala, 1993)
- Granada de los nazaríes (Granada dei nasridi, 1994)
- Andaluz (Andaluso, 1994)
- El corazón tardío (Il cuore tardivo, 1998)
- Trece noches (Tre notti, 1999) (insieme a Jesús Quintero)
- Ahora hablaré de mí (Ora parlerò di me), 2000 (autobiografia)
- Quintaesencia de Antonio Gala (Quintessenza di Antonio Gala), 2012 (aforism7)[16]

### Sceneggiature televisive
- Y al final esperanza (E alla fine speranza, 1967)
- Cantar del Santiago para todos (Canzone del Santiago per tutti, 1971)
- Si las piedras hablaran (Se le pietre parleranno, 1972)
- Paisaje con figuras (Paesaggio con figure, 1976)